# Yelena Rudkovskaya
Yelena Grigoryevna Rudkovskaya (russe : Елена Григорьевна Рудковская, née le 21 avril 1973 à Gomel en RSS de Biélorussie) est une nageuse soviétique et biélorusse, qui a été championne olympique. 

## Carrière
Elle a participé aux Jeux olympiques d'été de 1992 à Barcelone sous les couleurs de l'Équipe unifiée, y remportant une médaille d'or sur 100 mètres brasse et une médaille de bronze sur relais 4 × 100 mètres en medley.